# Communauté de communes des Portes du Pays d’Othe
Die Communauté de communes des Portes du Pays d’Othe war ein französischer Gemeindeverband mit der Rechtsform einer Communauté de communes im Département Aube in der Region Grand Est. Sie wurde am 18. Dezember 2002 gegründet und umfasste neun Gemeinden. Der Verwaltungssitz befand sich im Ort Estissac.

## Historische Entwicklung
Am 1. Januar 2017 wurden die Gemeinden des Gemeindeverbandes zwischen der neu gegründeten Communauté d’agglomération Troyes Champagne Métropole und der Communauté de communes du Pays d’Othe aufgeteilt. Die Gemeinden Bucey-en-Othe, Estissac, Fontvannes, Messon, Prugny und Vauchassis kamen zur Communauté d’agglomération Troyes Champagne Métropole und die Gemeinden Bercenay-en-Othe, Chennegy und Neuville-sur-Vanne zur Communauté de communes du Pays d’Othe Aixois, die gleichzeitig auf Communauté de communes du Pays d’Othe umbenannt wurde.

## Ehemalige Mitgliedsgemeinden
1. Bercenay-en-Othe
2. Bucey-en-Othe
3. Chennegy
4. Estissac
5. Fontvannes
6. Messon
7. Neuville-sur-Vanne
8. Prugny
9. Vauchassis